# 마음 주시
마음 주시 또는 네프시스(nepsis, 그리스어: νῆψις)는 정교회 신학의 개념이다. 이는 각성 또는 조심성을 의미하며 카타르시스 기간 후에 얻은 절주 상태를 구성한다. 성 헤시키오스(St. Hesychios) 사제는 네프시스를 "마음 입구에서 생각이 계속해서 고착되고 정지되는 것"으로 정의한다.

## 같이 보기
- 정수 (기독교)
- 누스 (철학)
- 예수 기도
- 기독교 신비주의
- 테오시스